# Schlossbrauerei Irlbach
Die Schlossbrauerei Irlbach (auch: Irlbacher) ist eine Bierbrauerei im niederbayerischen Irlbach, einer Gemeinde im Landkreis Straubing-Bogen. Die Brauerei hatte 2008 eine Jahresproduktion von 90.000 Hektolitern.

## Geschichte
Bereits mehr als 500 Jahre gibt es die Brauerei, bis 1811 als Teil des Schlosses Irlbach, dann ausgelagert und an die Familie Poschinger-Bray verkauft. Bis zum Weiterverkauf 2016 an Arcobräu befand sie sich im Familienbesitz.

## Produkte

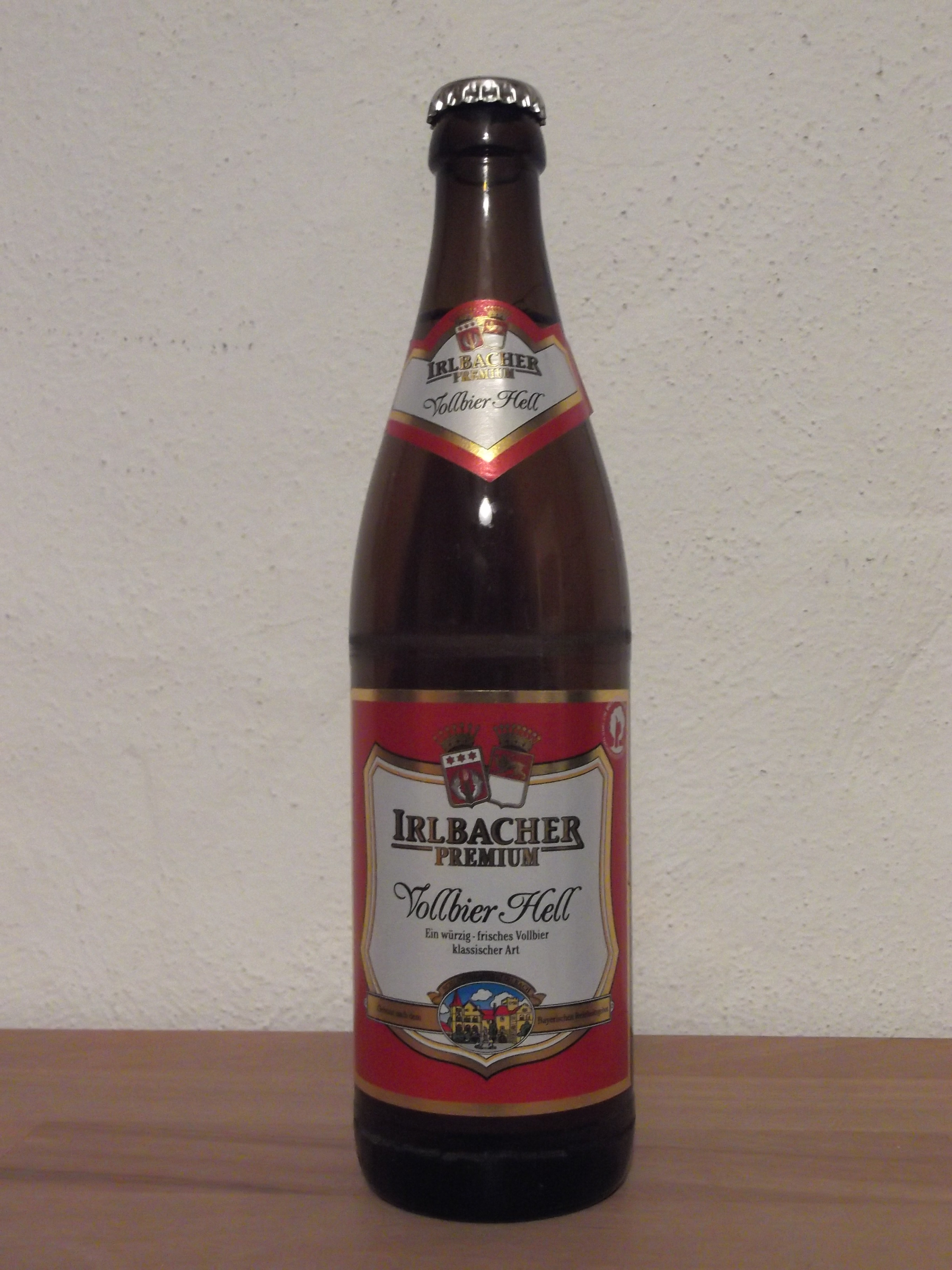
Irlbacher Vollbier Hell

Die Produktpalette umfasst die Biersorten Vollbier Hell, Exzellent, Hefe Weissbier Hell, Schlossherrn Weisse Dunkel, Gäuboden Volksfestbier, Winter Festbier, Spezial Dunkel, Pils, Radler, Vollbier Hell Alkoholfrei und Hefe Weissbier Alkoholfrei.